# Guacara (Municipio)
Guacara ist ein Bezirk (Municipio) im Bundesstaat Carabobo im Norden Venezuelas.
Er hat eine Fläche von 165 km², etwa 174.868 Einwohner (Schätzungen für 2008) und der Hauptsitz ist die Stadt Guacara. Im Süden grenzt er an den Valenciasee, im Osten an den Bezirk San Joaquín, im Nordosten an den Bundesstaat Aragua mit dem Küstengebirge, im Nordwesten an den Bezirk Puerto Cabello und im Westen an die Bezirke Los Guayos und San Diego.
Das Municipio gliedert sich in drei Gemeinden (parroquias):
- Ciudad Alianza
- Guacara
- Yagua

## Tourismus
- Kirche von San Agustín in Guacara.
- Petroglyphen von Vigirima und Indianerausstellung
- Quinta Pimentel oder Pimentel-Villa, Landhaus eines Freunds des Diktators Juan Vicente Gómez, der am Anfang des 20. Jahrhunderts viele Gebiete um den Valenciasee besaß.